# Endless Ocean
Endless Ocean, detto anche Forever Blue, è un gioco di simulazione di immersione subacquea prodotto dalla Nintendo e compatibile con console Nintendo Wii. È il primo capitolo della omonima saga.

## Modalità di gioco
- Esplorazione. L'esplorazione è libera e la si può praticare in qualsiasi momento del giorno.
- Lezioni. Sono delle esplorazioni di durata breve in cui insieme a qualcun altro bisognerà trovare un pesce in particolare.